# ATP Challenger Ostende
Der ATP Challenger Ostende (offiziell: Ostend Challenger) war ein Tennisturnier, das von 1981 bis 2000 jährlich mit drei Unterbrechungen in Ostende, Belgien, stattfand. Es gehörte zur ATP Challenger Tour und wurde im Freien auf Sand gespielt. John Feaver gewann im Doppel als einziger Spieler zwei Titel.

## Liste der Sieger

### Einzel
| Jahr                         | Sieger                 | Finalgegner            | Ergebnis      |
| ---------------------------- | ---------------------- | ---------------------- | ------------- |
| 2000                         | Olivier Rochus         | Johan van Herck        | 6:4, 6:4      |
| 1999                         | Olivier Malcor         | Álex López Morón       | 6:3, 6:1      |
| 1998                         | Andrew Ilie            | Martín Rodríguez       | 6:2, 6:2      |
| 1997                         | Jordi Burillo          | Álex Calatrava         | 7:6, 3:6, 7:5 |
| 1996                         | Thierry Champion       | Kris Goossens          | 6:3, 6:4      |
| 1995                         | Johan van Herck        | Frédéric Fontang       | 6:3, 6:2      |
| 1994                         | Christian Ruud         | Johan van Herck        | 2:6, 6:4, 6:1 |
| 1993                         | Jean-Philippe Fleurian | Jan Apell              | 7:6, 7:5      |
| 1989–1992: nicht ausgetragen |                        |                        |               |
| 1988                         | Gerardo Vacarezza      | Srinivasan Vasudevan   | 6:1, 6:1      |
| 1986–1987: nicht ausgetragen |                        |                        |               |
| 1985                         | Bruno Orešar           | Juan Antonio Rodríguez | 6:4, 7:6      |
| 1983–1984: nicht ausgetragen |                        |                        |               |
| 1982                         | Libor Pimek            | Haroon Ismail          | 6:2, 7:5      |
| 1981                         | Jérôme Potier          | Miloslav Lacek         | 6:2, 6:2      |

### Doppel
| Jahr                         | Sieger                              | Finalgegner                            | Ergebnis      |
| ---------------------------- | ----------------------------------- | -------------------------------------- | ------------- |
| 2000                         | Tim Crichton Ashley Fisher          | Francisco Cabello Damián Furmanski     | 6:4, 2:6, 6:1 |
| 1999                         | Marcos Ondruska Steven Randjelovic  | Xavier Malisse Wim Neefs               | 6:2, 6:4      |
| 1998                         | Cristian Brandi Filippo Messori     | Diego del Río Vincenzo Santopadre      | 4:6, 6:2, 6:3 |
| 1997                         | Kris Goossens Tom Vanhoudt          | Tarik Benhabiles Julien Boutter        | 3:6, 6:4, 6:0 |
| 1996                         | Lucas Arnold Ker David Škoch        | Wim Neefs Yuri Soberon                 | 7:6, 6:1      |
| 1995                         | Clinton Ferreira Aleksandar Kitinov | Emanuel Couto Tomáš Anzari             | 3:6, 7:6, 6:3 |
| 1994                         | Marcos Aurelio Górriz Libor Pimek   | Jeff Belloli Martin Zumpft             | 7:6, 2:6, 6:4 |
| 1993                         | Stephen Noteboom Jack Waite         | Jean-Philippe Fleurian Andrea Gaudenzi | 6:7, 6:1, 6:4 |
| 1989–1992: nicht ausgetragen |                                     |                                        |               |
| 1988                         | Per Henricsson Nicklas Utgren       | Joakim Berner Tomas Nydahl             | 6:1, 7:5      |
| 1986–1987: nicht ausgetragen |                                     |                                        |               |
| 1985                         | Alain Brichant Jan van Langendonck  | Massimo Cierro Ivan Kley               | 6:2, 6:2      |
| 1983–1984: nicht ausgetragen |                                     |                                        |               |
| 1982                         | John Feaver (2) Andrew Jarrett      | Joel Bailey Haroon Ismail              | 6:2, 6:3      |
| 1981                         | John Feaver (1) Chris Johnstone     | Cliff Letcher Warren Maher             | 6:4, 6:4      |